# Coca Cola vs. Pepsi

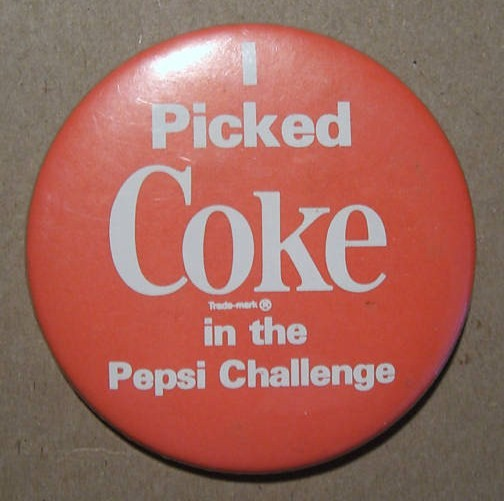
Placka symbolizující sympatie s Coca Colou v kampani Pepsi Challenge.

Coca-Cola vs. Pepsi (tzv. Cola Wars) představuje sérii reklamních kampaní založených na tzv. srovnávací reklamě, která zdůrazňuje intenzivní konkurenci mezi společnostmi The Coca-Cola Company a PepsiCo. Soupeření obou společností trvá již déle než století, termín Cola Wars je spojen s obdobím od poloviny 70. let, které lze považovat za významný milník konkurenčních střetů obou společností.

## Marketingové kampaně
Coca-Cola své reklamní kampaně zaměřuje na zdravotní nezávadnost a nostalgii, dříve byla často spojena se symbolem svobody a amerického stylu života. Reklamy jsou často situovány do rodinného prostředí s použitím „roztomilých“ maskotů – Santa Claus nebo lední medvědi.
Pepsi zaměřuje své reklamy na osoby, které nápoj pijí. V reklamách zobrazují např. sportovce – lyžaře, závodníky, velmi oblíbená byla série s fotbalisty (David Beckham a spol.), kteří získají po určitém výkonu Pepsi jako odměnu. Pepsi tímto založila tzv. lifestyle marketing.

### Pepsi Challenge
V roce 1975 odstartovala Pepsi svou první lifestyle kampaň s názvem Pepsi Challenge. Zástupci Pepsi oslovovali kolemjdoucí v nákupních centrech nebo na veřejných místech, vybaveni stolkem a dvěma neoznačenými kelímky – jeden obsahující Pepsi a druhý Coca-Colu. Těmto lidem nabídli porovnat chuť obou nápojů a zvolit, který jim chutná více. Následně předvádějící odhalil obě lahve, aby bylo patrné, která značka člověku více chutnala.
Na tuto kampaň navázala v roce 1981 Pepsi soutěží Pepsi Challenge Payoff, jejímž smyslem bylo shromáždit všechna písmena slova „CHALLENGE“, které byly umístěny na uzávěrech lahví Pepsi.

### New Coke
V roce 1985 přišla Coca-Cola s novým produktem New Coke jako odpověď na narůstající konkurenci Pepsi. Po 99 letech se změnila receptura původní Coca-Coly. Americká veřejnost však na tuto změnu zareagovala negativně a New Coke byla označena jako marketingové selhání. Následné obnovení původního složení, označeného jako Coca-Cola Classic, vedlo k výraznému nárůstu tržeb, což vyvolalo spekulace, zda kampaň New Coke nebyla jen marketingový trik.

## Současnost
Coca-Cola si stále drží své prvenství na trhu, na druhém místě Diet Coke a Pepsi až na místě třetím. Coca-Cola má také prvenství jako nejhodnotnější obchodní značka v oblasti nealkoholických nápojů, hodnota Pepsi je oproti ní šestkrát nižší.
Nově se společnosti potýkají s poklesem tržeb, které jsou způsobeny volbou alternativních nápojů spotřebiteli, mezi důvody jsou zvýšená cena, cukrovka a obezita.

## Produktové portfolio
| Příchuť / typ              | PepsiCo                                                                | The Coca-Cola Company                                                                                 | Dr Pepper Snapple Group                          |
| -------------------------- | ---------------------------------------------------------------------- | --- | ------------------------------------------------ |
| Kola                       | Pepsi                                                                  | Coca-Cola                                                                                             | RC Cola                                          |
| Dietní Cola                | Diet Pepsi / Pepsi Light Pepsi ONE Pepsi Max Pepsi Next                | Diet Coke / Coca-Cola Light Tab Coca-Cola Zero                                                        | Diet Rite Diet RC                                |
| Třešňová kola              | Pepsi Wild Cherry                                                      | Coca-Cola Cherry                                                                                      | Cherry RC                                        |
| Pomerančová příchuť        | Mirinda Tropicana Twister Tango Slice                                  | Fanta Minute Maid                                                                                     | Crush Sunkist                                    |
| Citronová příchuť          | Teem Slice Sierra Mist 7 Up (v zemích mimo USA)                        | Sprite Lemon & Paeroa                                                                                 | 7 Up                                             |
| Ostatní citrusové příchutě | Mountain Dew Kas Izze                                                  | Mello Yello Vault Fresca Lift Lilt                                                                    | Sun Drop Squirt                                  |
| Zázvorová limonáda         | Patio                                                                  | Seagram's Ginger Ale                                                                                  | Canada Dry Schweppes Vernors                     |
| Root beer                  | Mug Root Beer                                                          | Barq's Ramblin' Root Beer (do roku 1995)                                                              | A&W Root Beer Stewart's Rootbeer Hires Root Beer |
| Cream soda                 | Mug Cream Soda                                                         | Barq's Red Creme Soda                                                                                 | A&W Cream Soda                                   |
| Džus                       | Tropicana Dole (v hotovém balení, v rámci licence)                     | Minute Maid Fruitopia Simply Orange                                                                   | Mott's Nantucket Nectars Snapple                 |
| Ledový čaj                 | Lipton Brisk (pouze ready-to-drink produkty, v rámci licence Unilever) | Nestea (v USA vyrábí Nestlé a v rámci společného podniku Nestlé a Coca-Cola jinde) Gold Peak Tea Fuze | Snapple                                          |
| Iontové nápoje             | Gatorade Propel                                                        | Powerade Aquarius Vitamin Water                                                                       | All Sport                                        |
| Energetické nápoje         | AMP Rockstar                                                           | Full Throttle NOS Relentless Monster                                                                  | Venom                                            |

## Podobné marketingové duely

### Microsoft vs. Apple
Počínaje filmem Piráti ze Silicon Valley přes spousty technických publikací a reklamních kampaní je rivalita mezi Microsoftem a Applem velmi dobře zdokumentována. Velmi známá je dnes mírně ironicky působící reklama „Apple 1984“ nebo série reklam „Hi, I'm Mac, and I'm PC“.

### McDonald's vs. Burger King
Stejně jako Cola a Pepsi si tito dva giganti rychlého občerstvení neustále oplácí údery, ačkoliv většinou nepřímo – duplicity výrobků, pozice na trhu. Jejich srovnávací kampaň nesla název Burger Wars.

### BMW vs. Audi
Německé automobilky BMW a Audi dlouhodobě soupeří na závodních okruzích i ve světových automobilových magazínech. Velmi slavným duelem je jejich billboardová bitva, ke které se postupně přidaly i další známé značky.